# Efraín Sánchez
Pour les articles homonymes, voir Sánchez.
Efraín Elías Sánchez Casimiro, dit El Caimán, né le 26 février 1926 à Barranquilla en Colombie et mort le 16 janvier 2020 à Bogotá en Colombie, est un footballeur international colombien, qui évoluait au poste de gardien de but, avant de devenir entraîneur.

## Biographie

### Carrière de joueur

#### Carrière en sélection
Avec l'équipe de Colombie, Efraín Caimán Sánchez dispute 30 matchs (pour aucun but inscrit) entre 1947 et 1962. Il figure notamment dans le groupe des sélectionnés lors des Championnats sud-américains de 1947, 1949 et de 1957.
Il dispute également la Coupe du monde de 1962. Lors du mondial, il joue trois matchs : contre l'Uruguay, l'URSS et enfin la Yougoslavie.

## Palmarès

### Palmarès joueur
| Independiente Medellín - Championnat de Colombie (2) : - Champion : 1955 et 1957. |  | Millonarios - Championnat de Colombie (1) : - Champion : 1964. |

### Palmarès entraineur
| Millonarios - Championnat de Colombie (1) : - Champion : 1964. |  | Colombie - Copa América : - Finaliste : 1975. |